# Giulio Quaglio Młodszy
Giulio Quaglio Młodszy (ur. 1668 w Laino we Włoszech, zm. 1751) – włoski malarz barokowy, syn Giulio Quaglio Starszego. Autor m.in. fresków w katedrze Świętego Mikołaja w Lublanie, stolicy Słowenii oraz malowideł w centralnej sali Meerscheinschlössl w austriackim mieście Graz.